# Sam & Max: Ice Station Santa
Sam & Max: Ice Station Santa è il primo episodio della seconda serie di Sam & Max sviluppata dalla Telltale Games e pubblicato dalla GameTap.

## Trama
Un anno dopo Sam & Max Season One, Sam e Max si trovano nel loro ufficio e all'improvviso si scontrano con un robot che sta devastando il quartiere in cui vivono. Sam riesce a distruggerlo levandogli la chiave dietro la schiena. I due si recano al Polo nord per parlare con Santa Claus e qui incontrano nuovamente i Soda Popper che li informano che c'è una sparatoria nel laboratorio. Sam e Max devono fermare Santa Claus prima che dia a ogni bambino del mondo un giocattolo brutto.
Sam e Max entrano di nascosto nell'ufficio di Santa Claus e scoprono un modo per fermarlo: riunire le figurine dei quattro Cavalieri dell'Apocalisse su una satuetta che funge da polo magnetico. Trovano la prima in un negozio chiamato Stinky dove incontrano una donna ma non l'uomo. Stinky donna dice che suo nonno Stinky è andato sull'Himalaya, ma loro pensano che l'abbia ucciso. Rispondono a un quiz e infine ottengono il cavaliere. Poi rincontrano i COPS che hanno aperto una carrozzeria. Loro giocano al gioco "Investi gli Elmer e ottieni il cavallo".